# Giro de Lombardía 1993
El Giro de Lombardía 1993, la 87.ª edición de esta clásica ciclista, se disputó el 9 de octubre de 1993, con un recorrido de 242 km con principio y final en Monza. El suizo Pascal Richard consiguió imponerse en la línea de llegada. Los italianos Giorgio Furlan y Maximilian Sciandri acabaron segundo y tercero respectivamente.

## Clasificación final
| Posición | Ciclista            | Equipo                    | Tiempo     |
| -------- | ------------------- | ------------------------- | ---------- |
| 1        | Pascal Richard      | Ariostea                  | 6h 04' 38" |
| 2        | Giorgio Furlan      | Ariostea                  | m. t.      |
| 3        | Maximilian Sciandri | Motorola                  | + 07"      |
| 4        | Claudio Chiappucci  | Carrera-Tassoni           | m. t.      |
| 5        | Charly Mottet       | Novemail-Histor           | + 1' 03"   |
| 6        | Jesper Skibby       | TVM-Bison Kit             | m. t.      |
| 7        | Piotr Ugrumov       | Mecair-Ballan             | m. t.      |
| 8        | Massimo Podenzana   | Navigare-Blue Storm       | m. t.      |
| 9        | Dmitri Konyshev     | Jolly Componibili-Club 88 | + 1' 14"   |
| 10       | Viatcheslav Ekimov  | Novemail-Histor           | + 1' 19"   |